# Caso Cooptación del Estado en Guatemala
El Caso Cooptación del Estado de Guatemala es un caso de corrupción que fue descubierto por la Comisión Internacional Contra la Impunidad en Guatemala y el Ministerio Público el 2 de junio de 2016, y que tuvo su origen en las diligencias judiciales realizadas luego del Caso de La Línea en Guatemala -especialmente los allanamientos y las escuchas telefónicas- se detectó que en realidad se trataba de una organización criminal que llegaba hasta los entonces Presidente y Vicepresidenta del país, Otto Pérez Molina y Roxana Baldetti, respectivamente.
Al hacer un ordenamiento minucioso de la documentación incautada físicamente, así como en dispositivos electrónicos, se encontró un inmenso esquema financiero, aparentemente inconexo, que incluía nombres, empresas, cheques, bienes, movimientos financieros etc., el cual reportaba operaciones incluso desde el año 2008. A partir del trabajo de investigadores financieros se develó un complejo esquema que detallaba toda una maquinaria de lavado de activos meticulosamente diseñada para captar fondos durante la campaña electoral que llevó al Partido Patriota al poder en 2011, y seguía funcionando durante el ejercicio de gobierno (2012-2015). Esto llevó a la conclusión que no se trataba de un Gobierno cuyos miembros cometían actos aislados de corrupción, sino una estructura criminal mafiosa que había cooptado el poder por la electoral en Guatemala y cuyos principales dirigentes eran Otto Pérez Molina y Roxana Baldetti.
Así, varias instituciones claves del Estado fueron cooptadas por la red mafiosa que utilizó un esquema financiero con apariencia de legalidad y cuyo fin era el enriquecimiento ilícito de los miembros de la estructura.

## Antecedentes
El 16 de abril de 2015, la CICIG y el Ministerio público consignaron a veintidós personas, miembros de la banda «La Línea», dedicada a defraudar al fisco por montos millonarios. Entre ellos se encontraban: Juan Carlos Monzón secretario privado de la vicepresidenta de Guatemala Roxana Baldetti, y los dos últimos titulares de la Superintendencia de Administración Tributaria de Guatemala (SAT), Carlos Muñoz y Omar Franco. Luego, el 20 de mayo de 2015, se descubrió el caso de corrupción de la junta directiva del Instituto Guatemalteco de Seguridad Social cuyos integrantes fueron capturados por supuestas anomalías en un contrato que el seguro social firmó con la empresa farmacéutica PISA, por medio de la cual se brindaron servicios a pacientes con enfermedades renales y que es acusada de causar la muerte de varios pacientes por las deficiencias en el tratamiento, falta de limpieza e insuficiencia de las instalaciones.  Por último, la CICIG y el MP descubrieron el 9 de julio de 2015 un caso de corrupción que involucró a las empresas energéticas Jaguar Energy y Zeta Gas y a exfuncionarios del gobierno del general retirado Otto Pérez Molina.  Entre estos últimos están Gustavo Martínez -exsecretario de la presidencia y yerno de Otto Pérez Molina- y Edwin Rodas, -ex viceministro de Energía y Minas-.  El supuesto líder de la red habría sido César Augusto Medina Farfán, quien ya estuvo involucrado en la Conexión Panamá, durante el gobierno de Alfonso Portillo.
El 16 de julio de 2015, la CICIG presentó el informe El financiamiento de la política en Guatemala, en el cual se detalla cómo el dinero que financia la política guatemalteca es ilícito pues al no registrar los orígenes del financiamiento y al aceptar recursos de fuentes oscuras, la mayoría de partidos estaría traspasando la frontera legal.

## Investigación
1. Toda la documentación incautada fue sometida a una investigación y análisis minucioso que incluyó la reconstrucción de los movimientos bancarios de cada una de las entidades, el establecimiento de las actividades mercantiles, el origen y destino de los dineros que a través de las entidades circularon en ingresos y gastos y el perfil de los clientes, socios y representantes legales.
2. Lo anterior permitió establecer que Otto Pérez Molina y Roxana Baldetti, fueron los creadores y beneficiarios de todo el conglomerado empresarial por medio de testaferros.
3. A través de estas empresas, ambos recibieron beneficios de todo tipo: desde el pago de servicios públicos, arrendamientos, gastos de tarjetas de crédito, compra de pasajes, ropa, joyas, enseres, electrodomésticos, muebles para residencias y oficinas, hasta la compra de aviones, helicópteros, vehículos, motocicletas, lanchas, terrenos, casas, fincas, bodegas, oficinas y villas, así como los gastos de remodelación, decoración y mantenimientos de los mismos.
4. A medida que avanzó la investigación se detectaron nuevas entidades vinculadas a la red empresarial, lo que condujo a realizar nuevos allanamientos para documentarlas.
5. Se recibió además casi un centenar de declaraciones ministeriales de socios y representantes legales de las empresas, abogados, auditores, contadores y proveedores de servicios.[1]

### Modalidad 1 de financiamiento electoral ilícito: El caso de las televisoras
En 2008 Pérez Molina, secretario general del PP, se perfilaba como el candidato presidencial, por lo que captar fondos destinados a la campaña electoral era una prioridad para la estructura. Para ello se echó a andar un entramado de empresas controladas por Roxana Baldetti para captar fondos, entre ellas: Comercial Urma, Publicmer, Publiases y Serpumer. Las entidades empiezan a recibir flujos de dinero de Radio Televisión Guatemala S.A. (Canal 3) y Televisiete S.A. (Canal 7).
Conforme avanzó la campaña, Radio Televisión Guatemala y Televisiete incrementaron los pagos a las cuatro empresas hasta alcanzar la suma de Q17,679,200.00. Mensualmente, y generalmente en la misma fecha, se registraban dos pagos por Q215.600.00, uno de cada una de las televisoras. Las empresas de televisión que hicieron pagos a entidades de Roxana Baldetti durante la campaña (2008-2011) fueron beneficiadas con contratos millonarios a partir de la toma de posesión del nuevo gobierno en 2012.
Las empresas Publiases, Publicmer, Serpumer y Urma fueron instrumentos para canalizar el dinero que de manera oculta entregaban los representantes de las empresas de televisión a la entonces diputada y aspirante a la Vicepresidencia, Roxana Baldetti. Este dinero no se reportó al Tribunal Supremo Electoral y se utilizó para la compra de vehículos último modelo —diez camiones, un microbús, cuatro camionetas Toyota y una camioneta Chevrolet—, los cuales se utilizaron para la campaña presidencial del Partido Patriota.

### Modalidad 2 de financiamiento electoral ilícito: Conglomerados de empresas
A la estructura criminal del Partido Patriota le fue fácil hacerse con el poder gracias al financiamiento de empresarios de todo tipo.  Los empresarios entregaban el dinero a las entidades que los operadores del PP les indicaban, a sabiendas de que no recibirían por ello algún bien o servicio, pues en la mayoría de casos se trataba de empresas de cartón. Respecto a los pagos vía constructoras, a los empresarios se les facturaba por servicios intangibles y difíciles de rastrear —por ejemplo «uso de maquinaria por mil horas».

### Modalidad 3: Simulación del origen del financiamiento reportado al TSE
Como todas las organizaciones políticas, el Partido Patriota entregaba de forma mensual su reporte de gastos de campaña al TSE. Sin embargo, en los informes sobre «Ingreso de Aportaciones Dinerarias por Afiliados y Simpatizantes», firmados por Julio Cesar Godoy Anleu del órgano de fiscalización del partido, se detectaron varios financistas que triangularon fondos para ocultar el origen del dinero. Con esta modalidad el Partido Patriota ingresó dinero que provenía de empresas y personas particulares, cuyo origen se ocultó por medio de las empresas de Juan Carlos Monzón y Víctor Hugo Hernández.
En los reportes consignados al TSE se ve mes a mes como las empresas de Monzón y Hernández aparecen reiteradamente como financistas, cuando en realidad recibían fondos de otras entidades.

### Gobierno del Partido Patriota
El 14 de enero de 2012 la estructura criminal asumió el poder y su maquinaria ilícita de lavado de dinero siguió operando y se amplió. Para ello se valieron de operadores claves a quienes se les asignaron determinadas instituciones, los cuales respondían a un mando único integrado por Otto Pérez Molina y Roxana Baldetti. Desde ahí se coordinó todo un andamiaje paralelo que operaba en función de los intereses del grupo criminal, por medio de cobro de comisiones en contratos con el Estado, así como asignación de obras y servicios, entre otros.

#### Rol del operador
Es importante señalar el rol que jugaron los distintos operadores en el esquema criminal, pues eran clave para que la estructura consiguiera sus objetivos.
- Eran el Poder Real: Ejercían el poder real de las entidades. En algunos casos el operador era de facto -no estaba nombrado en la institución a su cargo- y en otros casos si tenía cargo público.
- Determinaban Prioridades en las Instituciones Dependiendo de los Intereses de la Estructura: programas, proyectos, contratos y pagos de deuda entre otros, eran priorizados con el objetivo de recaudar determinadas comisiones.
- Pactaban el Cobro de las Comisiones o ICM: tramitaban una comisión de por lo menos el 10%, denominada «Incentivo Comercial Monetario» o «ICM» para tramitar los contratos nuevos y en curso.
- Control de Pagos: controlaban la gestión en pos de obtener dineros para la estructura en función de la posición jerárquica, normalmente 60% para Presidente y Vicepresidenta y 40% para los restantes partícipes.
- Niveles de los Operadores: había divisiones, pues por el número de instituciones a su cargo, se identifican grandes operadores y otros de mediano tamaño.[1]

#### Alcances de la estructura
En las diligencias de investigación se identificaron al menos cuatrocientos cincuenta contratos dentro de instituciones del Estado que fueron diligenciados por esta estructura criminal. En varios de estos casos fue clave el análisis de las evidencias digitales y documentales recuperadas en los allanamientos practicados a partir del mes de abril de 2015, lo que permitió descubrir los registros de control de ingresos financieros ilegales que consignaba Juan Carlos Monzón. A partir de los registros encontrados, se evidenciaron los contratos que las entidades intervenidas por la estructura asignaban a determinados contratistas contra pago de comisiones, el cual era distribuido entre jefes y equipo. A este mecanismo dentro de la estructura se le denominó «Incentivo Comercial Monetario» (ICM). Se determinó que el monto de ICM asciende por lo menos a quinientos millones de quetzales.

## Las capturas
Los capturados por este caso fueron:
| Nombre                              | Edad    | Fecha de captura                      | Delito                                                                                         | Descripción |  |  |
| ----------------------------------- | ------- | ------------------------------------- | ---------------------------------------------------------------------------------------------- | --- |  |  |
| Boris Orando Navas Aguilar          | 53 años | financiamiento electoral ilícito      |                                                                                                | |  |  |
| Daniel Juan Pablo Pellecer Siliézar | 33 años | asociación ilícita y lavado de dinero | Piloto del Partido Patriota                                                                    | |  |  |
| Antonio Rodríguez Vásquez           | 37 años | cohecho pasivo                        |                                                                                                | |  |  |
| Alex Sical Girón Martínez           | 39 años | asociación ilícita y cohecho pasivo   |                                                                                                | |  |  |
| Watter De Jesús López Acevedo       | 42 años | cohecho activo                        |                                                                                                | |  |  |
| Edin Barrientos                     | 60 años | asociación ilícita y lavado de dinero | Fue ministro de Agricultura, Ganadería y Alimentación durante el gobierno de Alfonso Portillo. | |  |  |
| Max Roberto Burgos Faillace         | 68 años | financiamiento electoral ilícito      |                                                                                                | |  |  |
| Julio René Barrios Ortega           | 68 años | cohecho activo                        |                                                                                                | |  |  |
| Deni Leonel Linares Juárez          | 40 años | financiamiento electoral ilícito      |                                                                                                | |  |  |
| Denis Leonardo Lam                  | 44 años | cohecho activo                        |                                                                                                | |  |  |
| Carlos Cristian Keller              | 44 años | 2 de junio de 2016                    | cohecho activo                                                                                 | |  |  |
| Jullán Muñoz Jiménez                | 48 años | 2 de junio de 2016                    | asociación ilícita y cohecho pasivo                                                            | Director Ejecutivo Nacional de Plan Trifinio Guatemala |  |  |
| Doris Alberto Linares Juárez        | 45 años | 2 de junio de 2016                    | financiamiento electoral ilícito                                                               | |  |  |
| Judith Del Rosario Ruiz Blau        | 43 años | 2 de junio de 2016                    | asociación ilícita y lavado de dinero                                                          | Ruiz laboró como secretaria de Roxana Baldetti cuando ésta fue diputada por el Partido Patriota. Era la encargada de reclutar a las personas que serían los testaferros de las sociedades de cartón que Baldetti ordenaba crear. Ruiz empezó a trabajar en el Congreso en 2006 por recomendacón de su vecina, Patricia Siliezar quien es la madre de Juan Pablo Pellecer Siliezar, piloto del PP y quien también fue capturado el 2 de junio de 2016. Cuando Baldetti asumió como vicepresidenta, Ruiz se convirtió en su asistente personal. |  |  |
| Marvln Estuardo Diaz Sagastume      | 48 años | 2 de junio de 2016                    | asociación ilícita y cohecho Pasivo                                                            | |  |  |
| Oscar Ludwin Osorio Ovalle          | 46 años | 2 de junio de 2016                    | asociación llícita y cohecho pasivo                                                            | |  |  |
| Benjamín González Zepeda            | 63 años | 2 de junio de 2016                    | financiamiento electoral ilícito                                                               | |  |  |
| Rudy Leonel Gallardo Rosales        | 42 años | 2 de junio de 2016                    | asociación ilícita y cohecho pasivo                                                            | Jefe del Registro Nacional de las Personas (RENAP) |  |  |
| Juan Carlos Salguero Barrientos     | 44 años | 2 de junio de 2016                    | sindicado de cohecho activo                                                                    | |  |  |
| Emilia Guadalupe Ayuso de León      | 55 años | 2 de junio de 2016                    | asociación Ilícita y cohecho actlvo                                                            | |  |  |
| Mario Rodolfo Contreras Díaz        | 58 años | 2 de junio de 2016                    | asociación ilícita y lavado de Dinero                                                          | Contreras era contador de las empresas de Germán Vargas, cirujano plástico propietario de una clínica y spa en la zona 10 de la Ciudad de Guatemala, donde Baldetti invirtió una parte de lo que recibió del soborno de TCQ. Contreras se habrían conocido por este motivo. La habilidad y experiencia del auditor, habría motivados su contratación en el Grupo Estrella. Ahora bien, Contreras no era una profesional de bajo perfil, sino que él también estaba muy interesado en convertirse en un hombre de confianza de los gobernantes pues tenía una gran habilidad para dar apariencia de legalidad a la actividad del Grupo Estrella, y además tenía sus conexiones en la SAT y su experiencia al servicio de empresarios y exfuncionarios como Gustavo Alejos. |  |  |
| Julio Alejandro Quinto Tobar        | 44      | 2 de junio de 2016                    | financiamiento electoral ilícito                                                               | |  |  |
| Alberto Rafael de León Escobar      | 45 años | 2 de junio de 2016                    | financiamiento electoral ilícito y cohecho activo                                              | |  |  |
| Estuardo Calderón Ángel             |         | 2 de junio de 2016                    |                                                                                                | |  |  |

### Solicitud de órdenes de detención a nivel internacional
- Vivian Urízar
- Jorge David Balcarcel
- Alfonso España
- Carlos Ruiz
- Alba Elvira Lorenzana (esposa del empresario Remigio Ángel González)
- Remigio Ángel González
- Luis Armando Rabbé Tejada

### Solicitud de órdenes de conducción para ampliación de nuevos hechos delictivos
- Otto Fernando Pérez Molina: enriquecimiento ilícito, lavado de dinero.
- Ingrid Roxana Baldetti Elías: enriquecimiento ilícito, lavado de dinero.
- Jonathan Harry Chévez, lavado de dinero.
- Samuel Aceituno Juárez: asociación ilícita, cohecho pasivo.
- Gustavo Adolfo Martínez Luna: asociación ilícita, cohecho pasivo.
- Julio Rolando Sandoval Cano: asociación ilícita, cohecho pasivo.[5][6]

### Prófugos hasta el 2 de junio de 2016
- Carlos Gabriel Guerra Villeda
- Miguel Ángel Martínez
- Ana Graciela López Gálvez
- Adolfo Fernando Peña Pérez
- Edna Maribel Berganza Colindres
- Eduardo Cristhian Klestler Morán
- Marco Antonio Recinos Sandoval
- Edi Orlando Morales Molina
- Flavio Rodolfo Montenegro Castillo
- Enrique Castellanos Rojas
- Juan Luis Ortíz Álvarez
- Eduardo Villacorta
- Rudy Navas Siliézar
- Daniela de la Luz Beltranena
- Julio Aldana Franco
- Carlos Raúl Ruiz Velásquez
- Jorge Ruiz Vásquez
- Dani Crowel Mayorga
- Sergio Roberto Arévalo Valladares[5][6]

## Empresas privadas involucradas

### Banco G&T Continental
El Banco G&T Continental y sus aseguradoras fueron mencionados como parte de la red de empresas que financió al Partido Patriota a cambio de favores políticos, aunque no se logró la captura del presidente de la entidad bancaria, Flavio Montenegro Castillo. El Banco G&T Continental surgió de una fusión entre el Banco Granai & Townson y el Banco Continental en 2001; el Banco Continental había sido fundado 1990 por el comerciante de vehículos y miembro del Grupo Canella, Luis Canella Neutze, el industrial Jorge Castillo Love, presidente de la Corporación Castillo Hermanos —grupo vinculado al Banco Industrial (BI)— y el diplomático y empresario Walter Gándara Merkle.  Por su parte, el Banco Granai & Townson fue fundado en 1962 por Mario Granai Andrino, Mario Asturias Arévalo y Ernesto Townson Pinto.
Montenegro Castillo, conjuntamente con Gregorio Valdés O´Connell, eran parte del bloque de amigos y consejeros del expresidente Álvaro Colom.

### Blue Oil
La empresa Blue Oil donó millones de quetzales a cambio de favores políticos; ésta es una empresa internacional dedicada al comercio de productos petroleros creada por el empresario chileno-peruano Matías Rojas. En Guatemala, el Grupo Blue Oil registró cuatro compañías, todas controladas por medio de una empresa llamada Guatemala Holdings, con base en Belice; las empresas son:
- Blue Oil, S.A.
- Arcenillas Guatemala
- Tecnología Azul Guatemala
- Navahermosa Guatemala[10]

Tanto Tecnología Azul como Navahermosa controlan y operan las instalaciones de almacenamiento de gasolina en Puerto Quetzal.  El director ejecutivo de Blue Oil en Guatemala en 2016 era el abogado Henry Philip Comte Velásquez, quien había sido recientemente escogido por el presidente Jimmy Morales como magistrado suplente de la Corte de Constitucionalidad, en medio de un proceso opaco en donde el presidente guatemalteco se negó a ceder a las exigencias de transparencia.
Comte es también el gerente general registrado de Arcenillas Guatemala; de hecho, al momento en que se destapó el caso de corrupción de Cooptación del Estado en junio de 2016, Blue Oil y Arcenillas estaban enfrascados en un conflicto por depósitos y terrenos con otra empresa, Carburantes Centroamericanos, S.A. (CARCASA), propiedad de Mario Amancio Brol Samayoa y quien ya había sentenciado a raíz de una investigación del Ministerio Público (MP) y la Superintendencia de Administración Tributaria (SAT) sobre defraudación fiscal por Q1300 millones en el caso «Alka Wenker».
Los abogados de Brol Samayoa en esos casos eran William René Méndez, quien dirige el bufete Méndez y Araujo, y su esposa, la magistrada suplente de la Corte de Constitucionalidad, María de los Ángeles Arajuo Bohr de Méndez. Méndez se presentó en 2010 y en 2014 como candidato a fiscal general, y en ambas oportunidades fue acusado de «retardo malicioso» pues presentó treinta y un amparos en el proceso por la masacre perpetrada por el ejército de Guatemala en Las Dos Erres, durante la Guerra Civil de Guatemala. Méndez también fue abogado defensor de Juan Eladio Campos Moraga, sindicado por ayudar a defraudar más de US$ 163 millones de dólares a los usuarios del desaparecido Banco del Café en la década de 2000; además, fue abogado del exinterventor de la Empresa Portuaria Quetzal (EPQ), Alan Maroquín —quien se encontraba refugiado en Estados Unidos en 2016, pues tenía orden de captura por su vinculación con el caso de corrupción TCQ— cuando lo acusaron de implantar cocaína al chofer de su esposa, Marisol Campollo.
Por su parte, el abogado de Blue Oil era Francisco José Palomo Tejeda, exmagistrado de la Corte de Constitucionalidad y polémico litigante, quien fue asesinado al mediodía del 3 de junio de 2015, mientras conducía su vehículo. Hay al menos tres relaciones con fuertes grupos de poder con los que Palomo se codeó y que son partícipes importantes de la crisis que vive Guatemala: una parte importante del CACIF, el segmento de militares en retiro vinculados a Efraín Ríos Montt, y una parte de los medios corporativos de prensa escrita.  Un abogado que laboró con Palomo Tejeda durante los últimos siete años es César Calderón, quien es defensor de los principales miembros de la estructura criminal «La Línea», así como del expresidente del IGSS, Juan de Dios Rodríguez.
Según el diario Siglo XXI, el conflicto entre Carcasa y Arcenillas se debe a que esta última empresa tiene arrendados los depósitos donde guarda sus reservas de combustible en un terreno de Carcasa y Brol Samayoa. Carcasa presionaba desde 2010 para que Blue Oil devolviera el terreno que le fue arrendado.

### Constructora Nacional S.A. (Conasa)
Conasa es también conocida como Constructura Mayorga y Tejada y ha trabajado conjuntamente en varios proyectos con el grupo Cementos Progreso, que se vinculó estrechamente con el gobierno del Partido Patriota cuando quiso impulsar su proyecto cementero en San Juan Sacatepéquez. La empresa, según su gerente general, Jorge Tejada, inició en Guatemala en 1960, primero como una asociación profesional fundada por los ingenieros Mayorga y Tejada.
La empresa es señalada de dar financiamiento a cambio de recibir favores en contratos públicos; según el portal de Guatecompras, durante el gobierno de Otto Pérez Molina, Conasa habría recibido más de cuatrocientos ocho millones de quetzales en construcción de carreteras y otros bienes. Ahora bien, esta no sería la primera vez que CONASA es señalado de tráfico de influencias; según un reportaje de la periodista Louisa Reynolds, en 2011 el entonces candidato a la alcaldía capitalina por el partido Compromiso, Renovación y Orden (CREO), Roberto González Díaz-Durán, denunció que el periodista Otto Ortiz le habría exigido quinientos mil quetzales para evitar que publicara fotocopias de cheques de Conasa a nombre del candidato. Conasa, según ese reportaje, habría recibido contratos por más 1.4 millardos de quetzales entre 2005 y 2009 del Ministerio de Comunicaciones, Infraestructura y Vivienda de Guatemala. Es importante destacar que Álvaro Mayorga Girón y González Díaz-Durán fueron compañeros de estudios en el Liceo Javier, graduándose en 1984 y en 1985, respectivamente.

### Sigma Constructores
Propiedad de Mynor Palacios, llevaba desde 1991 ganando obras públicas sin licitar. Sólo en el gobierno del Partido Patriota, recibieron 1,2 millardos de quetzales en contratos. Los representantes legales de las empresas relacionadas con Sigma, Boris Orlando Navas Aguilar, Max Roberto Burgos Fallaice, y Benjamín González Zepeda, fueron capturados el 3 de junio, acusados de ser financistas del PP sin legalizar sus contribuciones.

### Grupo Albavisión, LLC
Albavisión es señalado de financiar al Partido Patriota mediante empresas controladas por Baldetti, entre ellas están Comercial Urma, Publicmer, Publiases y Serpumer, estas empresas recibían dinero por medio de la empresa Radio Televisión Guatemala S.A., con los canales Tres y Televisiete, luego estas financiaban al PP funcionando como intermediario ocultando así la verdadera procedencia del dinero ilícito, ambos canales que es administrada por Alba Lorenzana que es parte del Grupo Albavisión, que pertenece a su esposo Remigio Ángel González, Alba  fue acusada de financiamiento electoral ilícito por medio de estos dos canales.
Campaña de desprestigio
Luego de darse a conocer el caso, se inició una campaña de desprestigio en contra del comisionado de la CICIG Iván Velásquez y la fiscal general del Ministerio Público Telma Aldana, esto impulsado por medios de Albavisión para proteger los intereses de la empresa y mantener el monopolio en la televisión guatemalteca, apoyando el sistema de gobierno de Jimmy Morales, además de tratar de minimizar los errores del Congreso de la República haciéndolo ver menos grave. Para defender su ideología de autentecididad, entrevistaban y/o creaban clips de personas que confíaban en los noticieros y de los buenos proyectos que el presidente Morales impulsaba. Esto vulneró gravemente los derechos humanos y la libertad de expresión de la nación trayendo como consecuencia la división de la población y generando diferencias entre la CICIG y el Gobierno.